# Alcool dehidrogenază

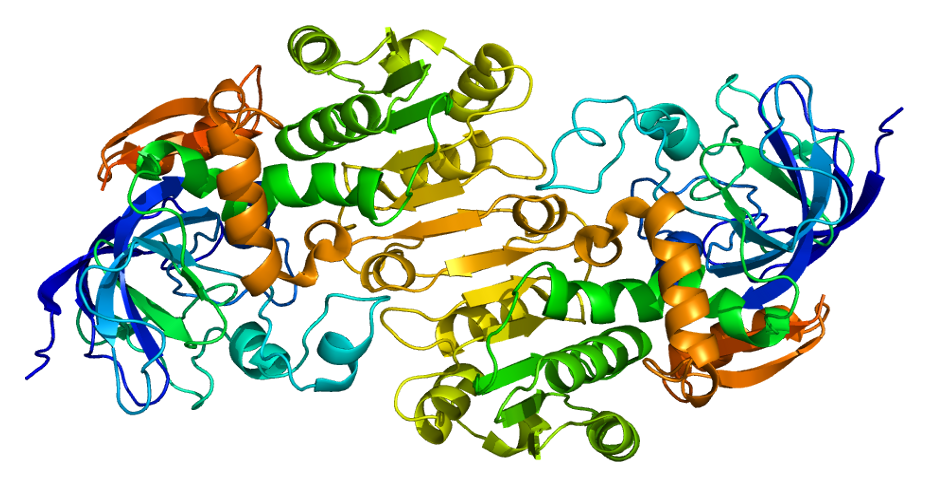
Structura ADH umană

Alcool dehidrogenazele (ADH) (EC 1.1.1.1) sunt o clasă de enzime din clasa dehidrogenazelor (oxidoreductaze) care catalizează reacția de interconversie a alcoolilor la aldehide sau cetone, utilizând ca proces de reducere conversia nicotinamid adenin dinucleotidului (NAD+) la NADH. 
La om și multe specii de animale, enzimele acestea sunt implicate în degradarea unor compuși alcoolici toxici generând compuși carbonilici folositori ca metaboliți. La drojdii, plante și multe bacterii, unele ADH catalizează reacția inversă, proces care asigură fermentația alcoolică și un nivel constant de NAD+.